# Старий Кузлук
Старий Кузлу́к (рос. Старый Кузлук) — присілок у складі Сюмсинського району Удмуртії, Росія.
Населення — 6 осіб (2010; 19 в 2002).
Національний склад (2002):
- росіяни — 100 %

## Урбаноніми[3]
- вулиці — Зелена, Лісова, Червона